# Romulus Augustus
Romulus Augustus, známý rovněž jako Romulus Augustulus, byl poslední západořímský císař, vládnoucí od 31. října 475 do 4. září 476. Romulův předchůdce Julius Nepos jmenoval jeho otce Oresta do čela vojska. Magister militum Orestes ale vzápětí povstal a přinutil Nepota opustit Itálii. Svého nedospělého syna poté dal provolat císařem.
Romulus byl pouhá loutka svého otce, který vykonával skutečnou moc. V srpnu 476 Orestes odmítl splnit požadavky barbarských foederatů, načež vzbouření žoldnéři prohlásili jednoho z důstojníků Odoakera za svého krále. Odoaker následně zabil Oresta, vtáhl do Ravenny a zbavil Romula trůnu. Nicméně ušetřil jeho život a vykázal ho do vyhnanství v Kampánii. Datum jeho smrti není známo, usuzuje se, že byl naživu ještě počátkem 6. století.
Romulovo sesazení se často považuje za datum zániku západořímské říše. Poslední legitimní císař Julius Nepos, vypuzený do Dalmácie, uplatňoval však až do roku 480 nárok na trůn a Odoaker nechal v Itálii razit mince s jeho jménem.

## Život
Romulův stejnojmenný děd z matčiny strany, comes Romulus, pocházel zřejmě z města Poetovio (dnešní Ptuj) v provincii Noricum. V roce 449 ho magister militum Aetius, tehdejší faktický vládce západořímské říše, vyslal na diplomatickou misi ke dvoru hunského krále Attily. Romulův otec Orestes, původem z Panonie, sloužil v téže době u Attily jako sekretář (notarius) a emisar. Později prodělal úspěšnou kariéru na Západě a v roce 475 ho císař Julius Nepos učinil patriciem. Zároveň ho povýšil do hodnosti vrchního velitele (magister militum) italského vojska, s nímž se měl vypravit do Galie. Orestes se ale místo toho vzbouřil a vyrazil k Ravenně proti Nepotovi. Císař, neschopný odporu, uprchl 28. srpna 475 na lodi do Dalmácie, zatímco Orestes vstoupil do města.
Orestes dva měsíce váhal s dalším postupem, neboť pravděpodobně vyčkával na reakci východořímské říše. Konečně 31. října 475 ustanovil svého syna Romula císařem toho, co dosud zbývalo ze Západu. Jeho doménu tvořila vedle Itálie fakticky už jenom jižní Provence. Romulus, jemuž mohlo být tehdy čtrnáct let, přijal do svého jména titul Augustus, ovšem současníci ho kvůli jeho nízkému věku nazývali zdrobněle Augustulus („císaříček“). Třebaže mincovny v Římě, Mediolanu a Arelate (Arles) razily solidy s Romulovým jménem, veškerou moc třímal ve svých rukou jeho otec Orestes a společně s ním jeho bratr Paulus.
Nový režim se musel neprodleně potýkat s akutním nedostatkem finančních prostředků nezbytných k udržení loajality italského vojska. To sestávalo především z germánských spojenců (foederati), zejména Skirů, Herulů a jiných barbarů, z nichž valná část dorazila na Apeninský poloostrov v šedesátých letech 5. století, po rozpadu hunské říše. Daňové výnosy zřejmě nepostačovaly k uhrazení žoldu, a barbaři se proto po vzoru Burgundů v jihozápadní Galii dožadovali přidělení jedné třetiny půdy. Když Orestes odmítl vyhovět jejich požadavku, v srpnu 476 proti němu povstali. Za svého vůdce si ustanovili germánského důstojníka Odoakera, jehož 23. srpna prohlásili králem.

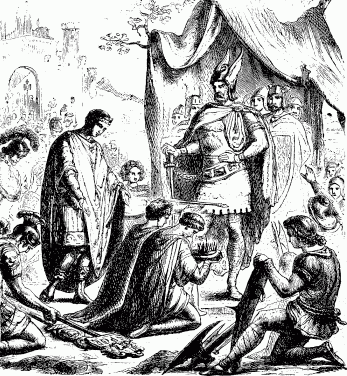
Romulus Augustus odevzdává Odoakerovi diadém

Po krátkém střetnutí Odoaker zajal a popravil Oresta nedaleko Placentie (Piacenza). Krátce nato obsadil Ravennu a usmrtil také Orestova bratra Paula. 4. srpna 476 přinutil Romula vzdát se trůnu, avšak vzhledem k chlapcově mládí ušetřil jeho život, přiznal mu roční rentu 6000 solidů a poslal ho i s příbuznými do Kampánie. Comes Marcellinus a Jordanes uvádějí poněkud odlišně, že Odoaker vykázal Romula do vyhnanství na castellum Lucullanum nedaleko Neapole. O jeho pozdějším životě není nic bližšího známo, ačkoli okolo roku 510 ostrogótský král Itálie Theodorich adresoval jistému muži jménem Romulus dopis, v němž mu potvrdil nárok na finanční příspěvek. Z toho se dovozuje, že se mohlo jednat o Romula Augusta.

## Zánik západořímské říše
Po Romulově sesazení vyslal římský senát z Odoakerova podnětu poselstvo do Konstantinopole k Zenonovi, aby mu odevzdalo odznaky císařské hodnosti včetně diadému a sdělilo mu, že na Západě není třeba žádného dalšího císaře, protože k vládě nad celou říší postačuje jediný panovník. Zároveň žádal, aby Zenon přiznal Odoakerovi správu Itálie a udělil mu hodnost patricia. Zenon poukázal na to, že Západ má dosud císaře v Juliu Nepotovi a vyslovil se pro jeho opětovné přijetí na trůn. Ve skutečnosti se smířil s existujícím stavem věcí, když ve své odpovědi příznačně oslovil Odoakera jako patricia, a tím fakticky uznal jeho postavení vládce Itálie.
Novodobí historikové se přou o významu Romulova sesazení a někteří namítají, že málokdo ze soudobých Římanů zcela chápal dosah Odoakerova činu. Nadto v Dalmácii nadále pobýval legitimní císař Julius Nepos, jehož Odoaker formálně respektoval a do roku 480 nechal razit mince s jeho jménem. Teprve s jistým odstupem času se měl projevit dopad této události, což je patrné v Marcellinově díle. Jiní autoři zlehčují Romulovu vynucenou abdikaci a označují ji za pouhé završení přechodné fáze postupného přenesení vlády nad Itálií do rukou Germánů. Odoaker na rozdíl od svých předchůdců Ricimera a Gundobada upustil od zavedené praxe ustavování „loutkových“ či „stínových“ císařů.
Mnozí badatelé se přesto kloní k závěru, že rok 476 znamenal zásadní mezník v dějinách starověkého Říma. Podle jejich názoru si soudobí pozorovatelé, jako byl třeba Sidonius Apollinaris, plně uvědomovali novou politickou realitu. Romulus Augustus byl patrně nejméně významný ze všech „stínových“ císařů a nezískal uznání Konstantinopole, kde ho považovali za uzurpátora. Odoakerem zinscenovaný a germánskými foederaty provedený státní převrat nicméně ukončil panování západních císařů v Itálii. Během několika následujících let zanikla i zbývající rezidua západořímské moci. Rugiové si na horním Dunaji podmanili zbytky římského obyvatelstva v Noriku, vizigótský král Eurich v roce 477 trvale obsadil oblast dnešní Provence a nakonec poslední římský vládce severní Galie Syagrius podlehl roku 486 franskému králi Chlodvíkovi.

## Odraz v kultuře
Romulus Augustus je titulní postavou „nehistorické historické“ komedie Romulus Veliký z roku 1949 od Friedricha Dürrenmatta. Posledního císaře zobrazuje jako vědomého antihrdinu, který nedbá o ohroženou vlast, nýbrž se stará o chov slepic.
Ve filmu Poslední legie z roku 2007 je postava Romula Augusta fikčně propojena s Utherem Pendragonem, jehož se stane otcem coby uprchlík ze zanikající Západořímské říše do Británie.

### Prameny
- JORDANES. Gótské dějiny; Římské dějiny. Praha: Argo, 2012 ISBN 978-80-257-0744-9
- PROKOPIOS Z KAISAREIE. Válka s Peršany a Vandaly. Praha: Odeon, 1985